# 小川忠彦
小川 忠彦（おがわ ただひこ、1944年8月20日 - 1987年3月4日）は、日本の料理人。

## 略歴
奈良県生まれ。大阪府立夕陽丘高等学校卒業後は、美術大学受験を目指していたが、方向転換して辻調理師専門学校入学。1969年、パリの“三つ星レストラン”「グラン・ヴェフール」で1年間料理の修業を積み、レイモン・オリヴェに師事。その後ポール・ボキューズにも師事した。
TBS系列の当時の人気テレビ番組『料理天国』に講師として出演し、“笑顔のおいしい料理人”といわれた。この他、朝日放送の番組『料理手帳』にも出演。
このほか辻調理師学校では西洋料理部門の講師も務めるなど、日本の西洋料理部門を代表するシェフの一人として活躍していたが、癌のため1987年3月4日に死去した。享年42。
父親譲りで、趣味は書道だった。

## 著書
- 『フランスのおふくろの味』学習研究社 1971 ※共著
- 『現代フランス料理技術』学習研究社 1975
- 『フランス料理スペシャリテ』文化出版局 1978
- 『ヨーロッパの名品料理 魚篇』鎌倉書房 1980 ※共著
- 『ヨーロッパの名品料理 肉篇』鎌倉書房 1981 ※共著
- 『煮込み料理』中央公論社 1984

## テレビ出演
- 料理天国（1975年頃 - 1987年2月、TBS）- 西洋料理担当
- 料理手帳（朝日放送）

## CM
- サントリー クッキングワイン「料理天国」（1980年）- 芳村真理と共演